# Patrick Manelly Award
Der Patrick Manelly Award ist eine seit dem Jahr 2019 vergebene Auszeichnung für den besten Long Snapper in der Football Bowl Subdivision des College Footballs. Er wurde vom langjährigen NFL-Long-Snapper Patrick Manelly, Agenten Kevin Gold und Trainer Chris Rubio ins Leben gerufen. Der Gewinner muss in ein Senior sein, 75 % der Spiele in seinem Seniorjahr begonnen haben, Punts und Kicks snappen und eine starke Mentalität, bemerkenswerte Athletik sowie Schnelligkeit, Genauigkeit und Beständigkeit in seinen Snaps zeigen.
Der Gewinner wird aus einer Vorauswahl von zehn Semifinalisten beziehungsweise drei Finalisten ausgewählt.

## Bisherige Gewinner
| Jahr | Gewinner        | Team       | Finalist        | Team             |
| ---- | --------------- | ---------- | --------------- | ---------------- |
| 2019 | John Shannon    | Notre Dame | Steven Wirtel   | Iowa State       |
| 2019 |                 |            | Liam McCullough | Ohio State       |
| 2020 | Thomas Fletcher | Alabama    | Damon Johnson   | USC              |
| 2020 |                 |            | Ryan Langan     | Georgia Southern |